# Esercito del Sekban-i Jedid
L'esercito del Sekban-ı Jedid fu un breve e fallimentare tentativo (29 agosto - 18 ottobre 1808) di Alemdar Mustafa Pascià di rivitalizzare l'esercito del Nizam-ı Jedid, basato su modelli europei, sotto il nome tradizionale dei Sekban. L'allora governatore di Karaman, Kadi Abdurrahman Pascià, divenne il capo di questo nuovo esercito.
Il tentativo fallì quando i giannizzeri si ribellarono con il diffondersi della voce che Mustava Pascià intendeva scioglierli. Circa un migliaio di giannizzeri fecero irruzione nella casa di Mustafa Pascià e rendendosi conto che non poteva sopravvivere all'assalto, si fece esplodere.
Il Sekban-ı Jedid fu abolito e tutti i privilegi del corpo tradizionale dei Kapıkulu, a cui appartenevano i giannizzeri, furono rinnovati.